# Lijevi Štefanki
 Lijevi Štefanki  falu Horvátországban Zágráb megyében. Közigazgatásilag Pokupskóhoz tartozik.

## Fekvése
Zágráb központjától 33 km-re délre, községközpontjától 6 km-re északnyugatra a Kulpa bal partján fekszik. 

## Története
Lijevi Štefanki nevét egykori birtokos családjáról kapta, nevénel előtagja pedig a folyó jobb partján fekvő Desni Štefankitól különbözteti meg. Lijevi Štefanki közvetlenül a Kulpa bal partján települt és fekvése miatt a múltban sokkal nagyobb gazdasági, közlekedési és kereskedelmi fontossággal bírt. A kompforgalom egészen az 1870-es évekig nagyon élénk volt. Régen meghatározó családjai a Karasok, Orečićok, Stanešićok, Žugajok, Blažekovićok és Lončarok voltak akik nagycsaládokban a település róluk elnevezett részein éltek. A falu középső részét Veliko Selonak nevezik, melynek meghatározó családjai a Čunovićok, Tičarićok, Kovačićok, Prigorcok és mások. 
A falunak 1857-ben 374, 1910-ben 396 lakosa volt. Trianon előtt Zágráb vármegye Pisarovinai járásához tartozott. 2001-ben a falunak 254 lakosa volt. Újabban a Kulpa mellett egy Orečića nevű üdülőtelep alakult ki, ahol számos hétvégi ház épült fel és lakói az év nagyobbik részét itt töltik.

## Lakosság
| Lakosság változása | Lakosság változása | Lakosság változása | Lakosság változása | Lakosság változása | Lakosság változása | Lakosság változása | Lakosság változása | Lakosság változása | Lakosság változása | Lakosság változása | Lakosság változása | Lakosság változása | Lakosság változása | Lakosság változása |
| ------------------ | ------------------ | ------------------ | ------------------ | ------------------ | ------------------ | ------------------ | ------------------ | ------------------ | ------------------ | ------------------ | ------------------ | ------------------ | ------------------ | ------------------ |
| 1857               | 1869               | 1880               | 1890               | 1900               | 1910               | 1921               | 1931               | 1948               | 1953               | 1961               | 1971               | 1981               | 1991               | 2001               |
| 374                | 399                | 350                | 366                | 394                | 396                | 409                | 450                | 474                | 457                | 408                | 359                | 331                | 335                | 254                |

## Nevezetességei
Szent György tiszteletére szentelt fakápolnája 1677-ben épült. A kápolna a horvát szakrális faépítmények egyik legértékesebb példája. Régebben a Kulpa mellett állt és 1704-óta áll azon a magaslaton, amelyen ma is látható. A tölgyfából épített kápolna négyszög alaprajzú, a hajónál keskenyebb szentéllyel. A nyugati oldalon található homlokzat felett sátortető emelkedik, felette magasodik a kúp alakú toronysisakkal fedett kis harangtorony. A belső tér három fő része az előtér, a hajó és a szentély. Az oltár 1725-ben készült. A belső festésen virág, gyümölcsábrázolások és stilizált növényi motívumok láthatók. A kápolna története során több megújításon esett át, melyek közül a legalaposabbat 1978 és 1981 között végezték.